# Titanic (2012)
Titanic är en brittisk miniserie i fyra delar från 2012 om fartyget Titanic som sjönk på sin jungfrufärd 1912. Manuset skrevs av Julian Fellowes. Serien hade premiär i flera länder kring 100-årsdagen av katastrofen, den 15 april 2012.

## Handling

### Avsnitt ett
Det första avsnittet fokuserar främst på Earlen av Manton med familj. Han och hans fru samt deras tjänare har sedan länge bokat plats på Titanic, men i sista sekund ordnar han även så att hans dotter Georgiana, som kämpar med suffragetterna får en biljett och kommer med. Ombord uppstår osämja mellan Lady Manton och en annan kvinnlig passagerare, Muriel Batley, men även romantik mellan dottern Georgiana och en son till en amerikansk miljonär, men allt ställs på ända när fartyget kolliderar med ett isberg.

### Avsnitt två
Designerna av fartyget är i konflikt över antalet livbåtar som borde finnas på Titanic. En av dem anlitar irländaren Jim Maloney för att avsluta de elektriska arbeten som återstår på fartyget, i utbyte får han transportera sin familj till Amerika, för att där kunna starta ett nytt liv. Hans hustru Mary är skeptisk mot detta men de reser ändå när de får en hytt i tredje klass. Under tiden upptäcker Paolo, en italiensk servitör, stewarden Annie Desmond. Fartyget kolliderar med isberget och familjen Maloney är fast under däck i tredje klass. Mary och hennes barn lyckas komma ut och ner i en livbåt, men andra har inte samma tur.

### Avsnitt tre
Paolo som har fått arbete som servitör på Titanic, tack vare sin bror, blir omedelbart förtjust i Annie Desmond. Mary Maloney blir också uppvaktad, vilket får hennes make att bli mycket upprörd. Men kollisionen med isberget får bråket att komma av sig. Rädslan byggs upp bland tredjeklasspassagerarna när de inser att de är inlåsta under däck. Earlen av Manton hjälper Mary och hennes barn ner i en livbåt, men dottern Theresa kastar sig tillbaka upp på fartyget till sin far. Efter att Paolo satt Annie i säkerhet ger han sig ut för att söka efter sin bror Mario på fartyget.

### Avsnitt fyra
I det sista avsnittet kolliderar Titanic med isberget. Jim och vännen Peter letar efter Jims dotter Theresa, men när de väl hittar henne är det för sent för räddning. Lady Manton övertalas slutligen att stiga ner i en livbåt, och medan den sänks ned stiger även J. Bruce Ismay ombord. Paolo som lyckats rädda brodern Mario hoppar i vattnet och försöker simma i säkerhet, men de separeras, Mario hittar en livbåt och från den ser han fartyget brytas itu och sjunka.
Nu kliver även män ombord i de återstående livbåtarna, däribland Lightoller. Paret Duff Gordon övertygar besättningen i sin knappt halvfulla livbåt att inte återvända för att rädda fler genom att Cosmo Duff Gordon erbjuder dem fem pund för att stanna där de är. Lady Duff Gordon oroar sig för sitt vackra nattlinne som hennes jungfru glömde kvar ombord på Titanic. Kvinnorna i de andra livbåtarna vill hjälpa människorna i vattnet och diskuterar hur de ska kunna göra det. De tillverkar en ponton men innan de når människorna i vattnet är de flesta döda. Enbart tre kan räddas.

## Rollista i urval
- Peter McDonald - Jim Maloney
- Steven Waddington - andre styrman Charles Lightoller
- David Calder - kapten Edward John Smith
- Glen Blackhall - Paolo Sandrini
- Ruth Bradley - Mary Maloney
- Georgia McCutcheon - Theresa Maloney
- Antonio Magro - Mario Sandrini
- Perdita Weeks - Lady Georgiana Grex
- Stephen Campbell Moore - Thomas Andrews
- Jenna Coleman - Annie Desmond
- Linus Roache - Hugh, greve av Manton
- Miles Richardson - John Jacob Astor IV
- Geraldine Somerville - Louisa, grevinnan av Manton
- Noah Reid - Harry Elkins Widener
- Angéla Eke - Madeleine Astor
- Diana Kent - Eleanor Elkins Widener
- Péter Kõszegi - George Dunton Widener
- Toby Jones - John Batley
- Maria Doyle Kennedy - Muriel Batley
- Peter Wight - Joseph Rushton
- Celia Imrie - Grace Rushton
- James Wilby - Joseph Bruce Ismay
- Sylvestra Le Touzel - Lady Duff Gordon
- Lloyd Hutchinson - Capo Steward Lattimer
- Lee Ross - Barnes
- Ralph Ineson - Steward Hart
- Simon Paisley Day - Sir Cosmo Duff Gordon
- Lyndsey Marshal - Mabel Watson
- Cian Barry - fjärde styrman Joseph Boxhall
- Brian McCardie - förste styrman William McMaster Murdoch
- Ifan Meredith - femte styrman Harold Lowe
- Olivia Darnley - Bessie Allison
- Larina Meszaros - Loraine Allison
- Dragos Bucur - Peter Lubov
- Sophie Winkleman - Dorothy Gibson
- Will Keen - överstyrman Henry Tingle Wilde
- Jonathan Howard - sjätte styrman James Paul Moody
- David Eisner - Benjamin Guggenheim
- Grainne Keenan - Laura Mabel Francatelli
- Joseph May - Victor Giglio
- Linda Kash - Margaret Brown
- Laurie Hagen - Emma Sãgesser
- Joséphine de La Baume - Madame Aubart
- Sophie Rundle - Roberta Maioni
- Ryan Hawley - Jack Thayer
- Christine Kavanagh - Marian Thayer
- Pandora Colin - grevinnan av Rothes
- Izabella Urbanowicz - Alice Cleaver
- Colm Gormley - Winston Churchill
- Timothy West - Lord William Pirrie
- Csongor Veér - Wallace Hartley
- Richard Southgate - Milton Clyde Long
- Preston Hrisko - Hudson Allison
- Sally Bankes - Mrs Pauline Gibson